# بروس ألتمان
بروس ألتمان (بالإنجليزية: Bruce Altman)‏ (ولد في 3 يوليو 1955) هو ممثل أمريكي له العديد من الأعمال في السينما والتلفاز.

## أعماله
| العمل                                  | العام        |
| -------------------------------------- | ------------ |
| Rookie of the Year                     | 1993         |
| To Gillian on Her 37th Birthday        | 1996         |
| Cop Land                               | 1997         |
| L.I.E.                                 | 2001         |
| Changing Lanes                         | 2002         |
| رجال عود الثقاب                        | 2003         |
| Running Scared                         | 2006         |
| ممسوس بملاك                            | مسلسل أمريكي |
| القانون والنظام: النية الإجرامية       | مسلسل أمريكي |
| القانون والنظام: الوحدة الخاصة للضحايا | مسلسل أمريكي |
| The Sopranos                           | مسلسل أمريكي |
| معجزات من الجنة                        | 2016         |

## وصلات خارجية
- بروس ألتمان على موقع IMDb (الإنجليزية)
- بروس ألتمان على موقع ألو سيني (الفرنسية)
- بروس ألتمان على موقع أول موفي (الإنجليزية)
- بروس ألتمان على موقع قاعدة بيانات الفيلم (الإنجليزية)

صفحته على imdb